# Neolophonotus crenulatus
Neolophonotus crenulatus är en tvåvingeart som beskrevs av Jason Gilbert Hayden Londt 1985. Neolophonotus crenulatus ingår i släktet Neolophonotus och familjen rovflugor. Inga underarter finns listade i Catalogue of Life.